# Juan Andrés Fontaine
 Juan Andrés Fontaine Talavera (Santiago, 21 de mayo de 1954) es un economista, académico, investigador y consultor chileno. Se desempeñó como ministro de Economía, Fomento y Turismo entre marzo de 2010 y julio de 2011, y entre junio y octubre de 2019; y como titular del Ministerio Obras Públicas entre marzo de 2018 y junio de 2019, todos bajo los dos gobiernos del presidente Sebastián Piñera.

## Familia y estudios
Su padre era el fallecido director del diario El Mercurio (1978-1982) y embajador de Chile en Argentina (1984-1988), Arturo Fontaine Aldunate, y su madre, Valentina Talavera Balmaceda. Sus hermanos son Arturo (abogado, filósofo y escritor, director ejecutivo del liberal Centro de Estudios Públicos (CEP)), Hernán (abogado), Bernardo (economista), Valentina (diseñadora publicitaria), María de la Paz (profesora de ciencias biológicas) y María Cecilia (periodista).
Cursó sus estudios secundarios en el Colegio de los Sagrados Corazones de Manquehue de la capital. Luego, continuó los superiores en la carrera de ingeniería comercial en la Pontificia Universidad Católica (PUC), de la que se tituló gracias a un estudio sobre macroeconomía y mercado laboral.
Su primer acercamiento a la política lo tuvo en la misma PUC. Ahí presidió el centro de alumnos de su carrera, se vinculó al después senador de la UDI Jaime Guzmán y se unió al movimiento gremialista, de marcado corte conservador.
Tras ello viajó a los Estados Unidos con el fin de realizar un master en economía en la Universidad de Chicago, casa de estudios en la que estrechó vínculos con Joaquín Lavín y Cristián Larroulet, a quienes conocía del pregrado.

## Carrera profesional
A su regreso a Chile, además de dictar clases de economía en la PUC, se integró al pujante grupo del empresario Manuel Cruzat, más concretamente a su división de estudios. Allí se relacionó con el también economista José Piñera Echenique _con quien trabajó en la revista Economía y Sociedad—, especializándose como analista económico.
Luego de la intervención del grupo Cruzat por parte del Estado chileno, en plena crisis económica, pasó al Banco Central (BC) de su país (1984). Por ese entonces el instituto emisor era todavía un 'apéndice' del gobierno de turno y no tenía un consejo autónomo, por lo que a Fontaine —a cargo del área de estudios— le tocó jugar casi como de segundo a bordo. De su gestión se le reconoce haber sido uno de los 'arquitectos' de la ley que le otorgó autonomía al BC.
Tras el fin de la dictadura militar del general Augusto Pinochet, dejó el Central y abrió una oficina de consultorías con su socio Luis Hernán Paúl. Se transformó además en un cotizado director de empresas, integrando, entre otras, las mesas de Quiñenco, el Banco Santander-Santiago, la constructora Besalco, el grupo Mall Plaza y la generadora de electricidad Endesa.

## Carrera política
En el año 1989 participó activamente en la campaña a presidente de su amigo Hernán Büchi, exministro de Hacienda de Pinochet a la postre derrotado. En la elección de 1993 optó por entregar su apoyo a José Piñera, candidato independiente, quien tampoco corrió con éxito. En 1999-2000, en tanto, lideró el programa macroeconómico de Lavín, abanderado de la coalición Alianza por Chile vencido por estrecho margen por el socialista Ricardo Lagos.
Durante la campaña presidencial del candidato de centroderecha Sebastián Piñera, en 2009-2010, fue miembro de la Comisión de Macroeconomía del llamado grupo Tantauco.
Tras su triunfo en los comicios, le fue encargada la cartera de Economía, Fomento y Turismo, la que asumió el 11 de marzo de 2010. Dejó el puesto el 18 de julio de 2011 en medio de un ajuste general del gabinete De su gestión destacó el lanzamiento de la Agenda Impulso Competitivo, con 50 medidas para aumentar la productividad.
En abril de 2012 ingresó como director independiente a la Bolsa de Comercio de Santiago (BCS).
Ese mismo año se integró al consejo directivo programático del candidato de la centroderechista Renovación Nacional (RN) a la presidencia de la República, Andrés Allamand.
Dejó la BCS a fines de abril de 2014.
El 11 de marzo de 2018, al inicio del segundo gobierno de Sebastián Piñera, asumió como ministro de obras públicas. El 13 de junio de 2019 reemplazó a José Ramón Valente Vias en la cartera de Economía, Fomento y Turismo. En dicho cargo, fue objeto de controversia en el contexto del aumento de las tarifas en horario punta del Metro de Santiago al afirmar que se estaba ayudando a la gente que madruga, algo que sería considerado una burla y ofensa por parte de la oposición al gobierno. Dicha situación sería considerada como uno de los gatillantes del estallido social del 18 de octubre. Finalmente, el 28 de octubre, 10 días después del comienzo de la crisis social que sacudía al país, Fontaine, junto con otros siete ministros de Estado, es relegado de sus funciones.

## Condecoraciones

### Condecoraciones extranjeras
- Gran Cruz de la Orden de Isabel la Católica ( España, 4 de marzo de 2011).[17]

### Entrevistas
- Entrevista de 2010 con La Tercera como ministro designado Archivado el 5 de marzo de 2016 en Wayback Machine.
- Presentación de junio de 2009 sobre la coyuntura económica
- Documentos en el sitio del Centro de Estudios Públicos
- Entrevista de 2009 con revista Capital
- Entrevista de 2009 con revista Cosas (enlace roto disponible en Internet Archive; véase el historial, la primera versión y la última).
- Presentación de 2008 en Icare (enlace roto disponible en Internet Archive; véase el historial, la primera versión y la última).

- Datos: Q9015138